# Editora de vaidade
Uma editora de vaidade ou imprensa de vaidade, em inglês vanity press,  também chamada de prestadora de serviço, é uma editora onde qualquer pessoa pode pagar para publicar um livro.   O termo "vanity press" é freqüentemente usado de forma pejorativa nos Estados Unidos, dando a entender que um autor que usa tal serviço está publicando por vaidade. Muitas vezes essas editoras enganam autores com falsas promessas de distribuição e divulgação para fazerem autores pagarem para serem publicados, exigindo, por exemplo, uma compra antecipada de determinada quantidade de exemplares do livro. Essas editoras costumam ter lucro nesses pagamentos feitos pelos autores, o que pode ser considerado estelionato. 

## Prestadora de serviço versus editora tradicional
As editoras tradicionais nunca cobram dos autores a publicação de seus livros. A editora assume todos os riscos da publicação e arca com todos os custos. Por causa desse risco financeiro, as editoras são extremamente seletivas no que publicam e rejeitam a maioria dos manuscritos enviados a eles. Já as prestadoras de serviço são menos seletivas, pois o que interessa para elas é o dinheiro que o autor pagará pela produção do livro, onde obtém lucro nesse pagamento, e não a venda do livro em si. O alto nível de rejeição é o motivo pelo qual alguns autores recorrem a prestadoras de serviço para publicar seus trabalhos. James D. Macdonald, no entanto, declarou que: "O dinheiro deve sempre fluir para o autor." 

## Publicação de vaidade versus autopublicação
A autopublicação é diferenciada da publicação de vaidade pois o escritor, além de não ter que pagar para ser publicado, mantém o controle dos direitos autorais, bem como do processo editorial e de publicação, incluindo marketing e distribuição.

## Fraude
Um modelo comum (fraude) de uma editora de vaidade ou prestadora de serviço é descrito por Umberto Eco no livro O Pêndulo de Foucault . A editora finge operar um braço editorial tradicional (onde a editora arca com todos os custos). No entanto, quando um autor envia seu trabalho, normalmente é informado de que ele não atende aos padrões exigidos para a publicação tradicional. No entanto, a editora irá publicá-lo se o autor pagar por algo, por exemplo, contratar seu editor profissional ou se comprometer a comprar um grande número de exemplares do livro ou alguma outra desculpa. A taxa exorbitante cobrada por esses serviços irá, de fato, cobrir a totalidade dos custos da editora na produção do livro. 